# Navas de Oro
Navas de Oro ist ein Ort und eine Gemeinde (municipio) mit 1.274 Einwohnern (Stand: 2024) in der zentralspanischen Provinz Segovia in der Autonomen Region Kastilien-León. 

## Lage und Klima
Navas de Oro liegt in der kastilischen Meseta in ca. 805 m Höhe ungefähr 35 km (Fahrtstrecke) nordnordwestlich der Provinzhauptstadt Segovia. Das Klima ist gemäßigt bis warm; Regen (ca. 470 mm/Jahr) fällt mit Ausnahme der trockenen Sommermonate übers Jahr verteilt.

## Bevölkerungsentwicklung
| Jahr      | 1970 | 1981 | 1991 | 2001 | 2011 | 2021 |
| Einwohner | 1936 | 1586 | 1504 | 1458 | 1459 | 1304 |

## Sehenswürdigkeiten

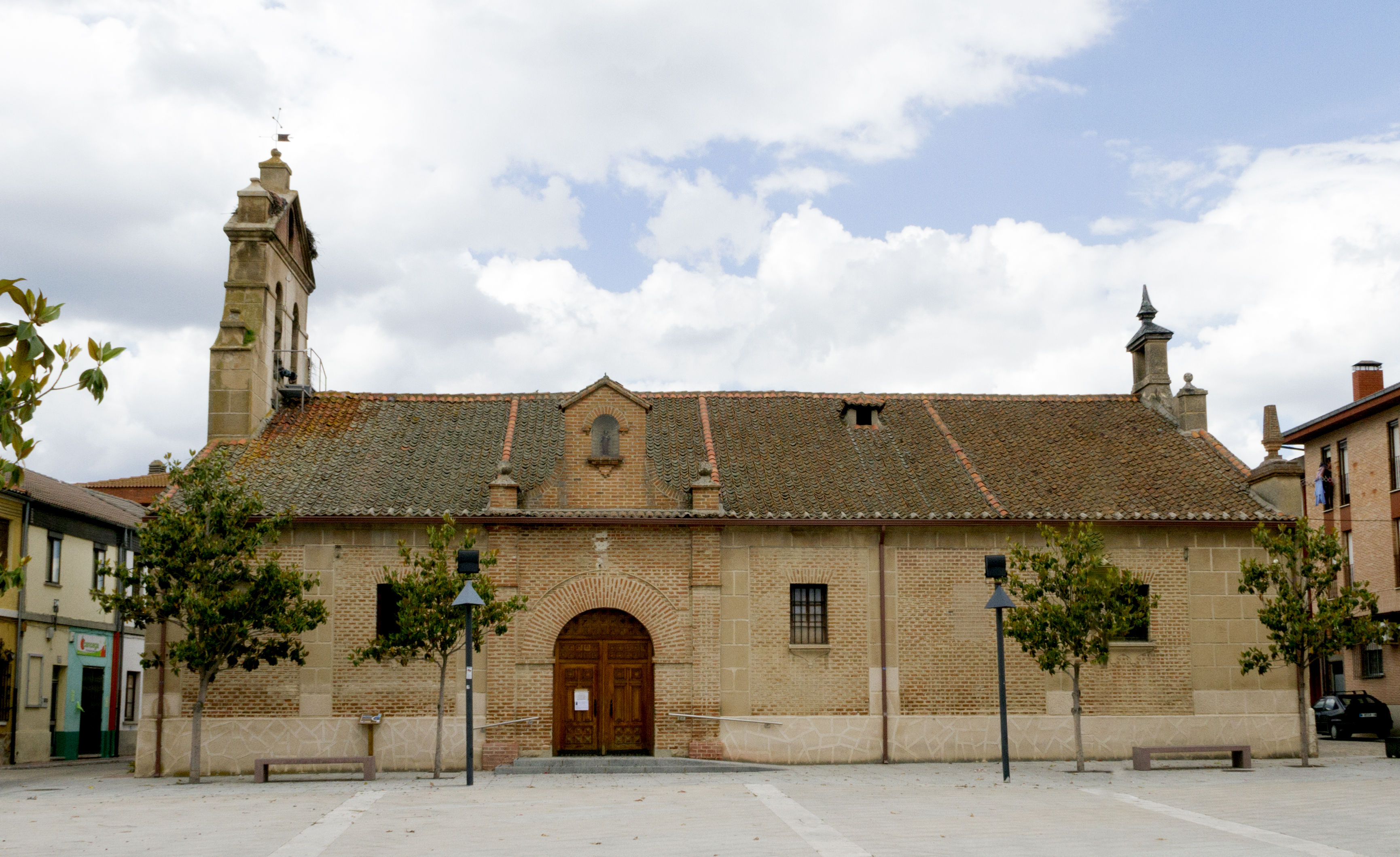
Jakobuskirche
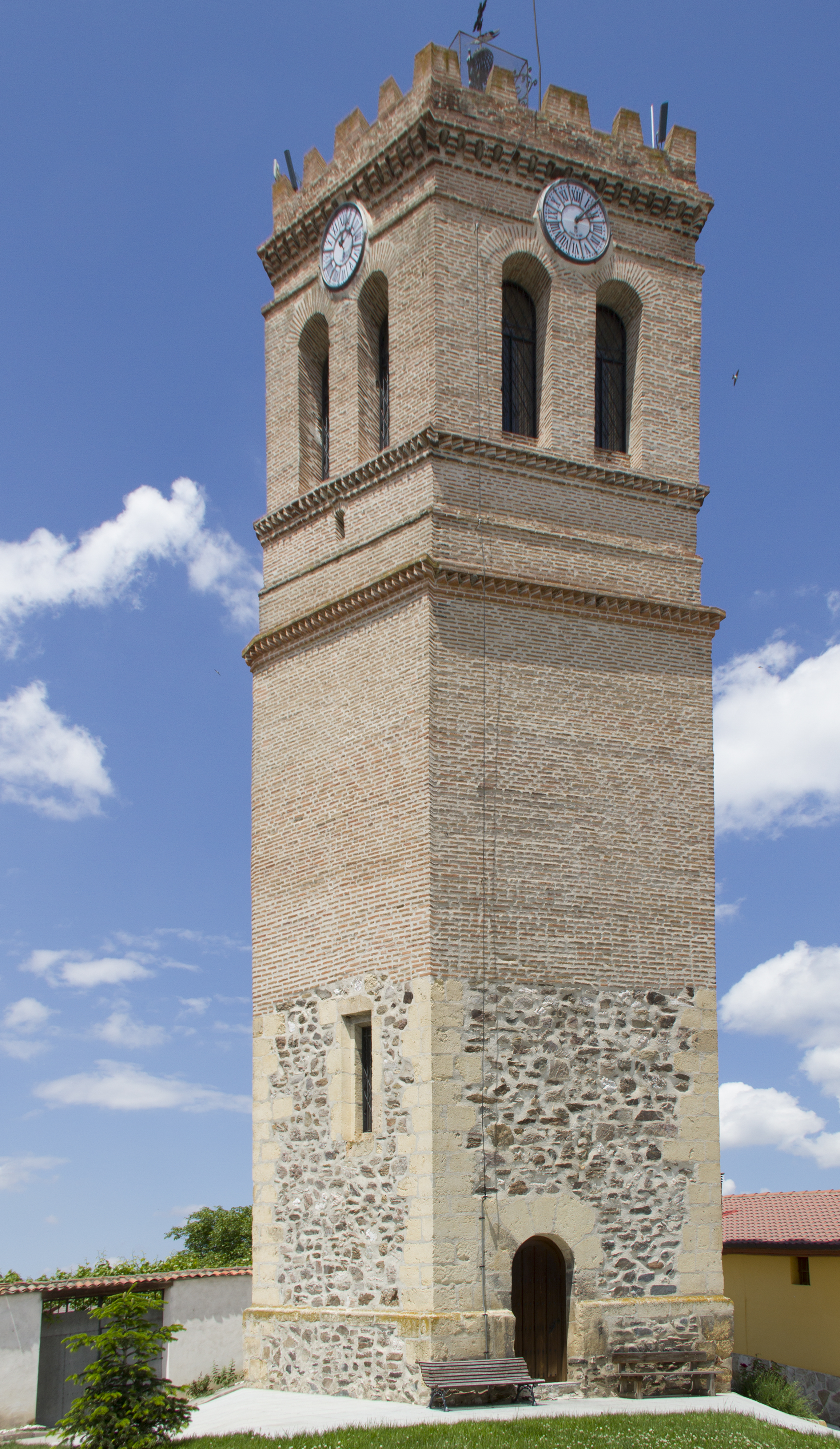
Uhrenturm
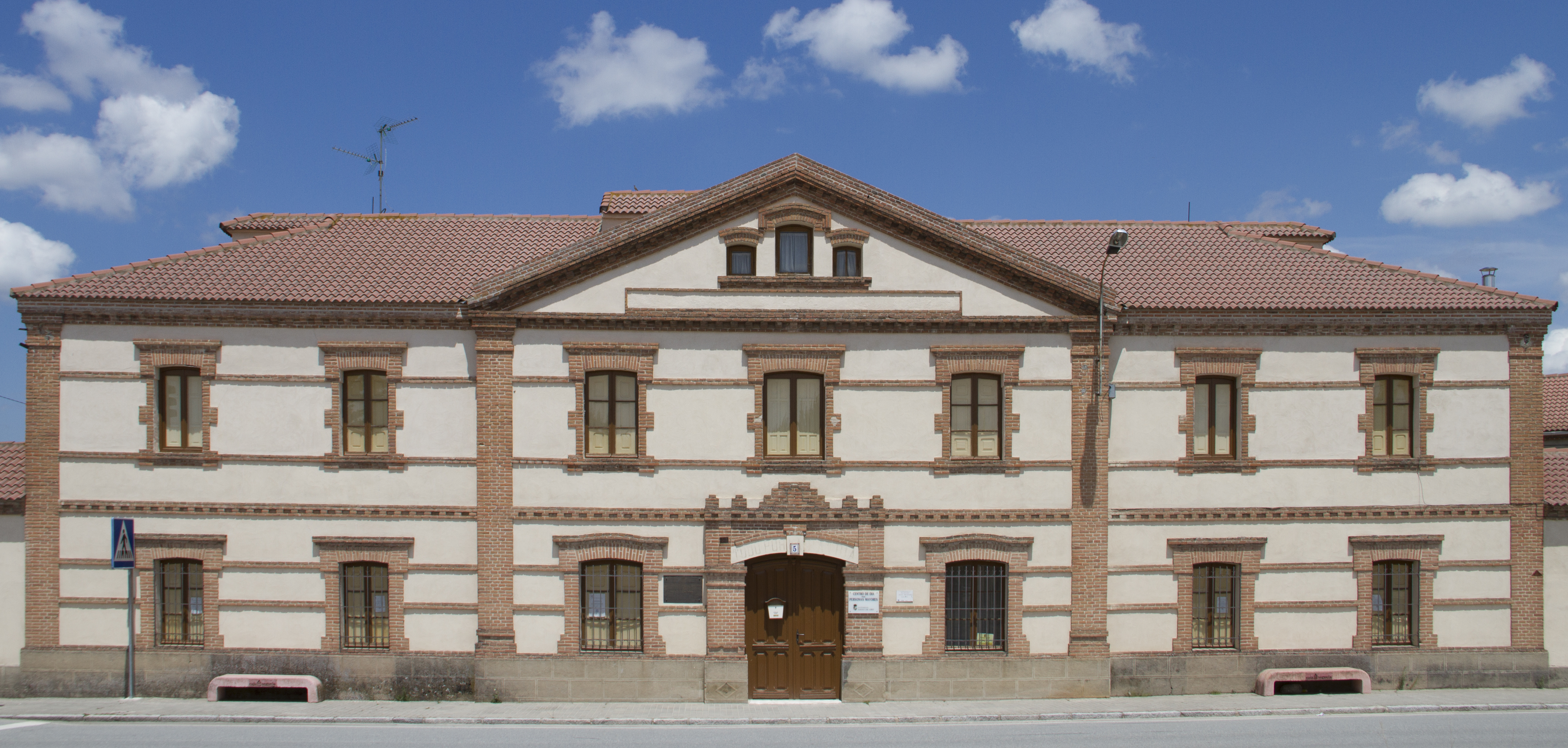
Rathaus

- Jakobuskirche
- Uhrenturm
- Rathaus